# Молодіжна збірна Лівану з футболу
Молодіжна збірна Лівану з футболу — національна молодіжна футбольна збірна Лівану, що складається у залежності від турніру із гравців віком до 19 або до 20 років. Вважається основним джерелом кадрів для підсилення складу основної збірної Лівану. Керівництво командою здійснює Футбольна асоціація Лівану.
Команда має право участі у Юнацькому кубку Азії до 19 років, у випадку успішного виступу на якому може кваліфікуватися на молодіжний чемпіонат світу до 20 років. Також може брати участь у товариських і регіональних змаганнях, зокрема у Франкофонських іграх.

## Виступи на міжнародних турнірах

### Чемпіонат світу U-20
| Чемпіонат світу U-20 | Чемпіонат світу U-20   | Чемпіонат світу U-20   | Чемпіонат світу U-20   | Чемпіонат світу U-20   | Чемпіонат світу U-20   | Чемпіонат світу U-20   | Чемпіонат світу U-20   | Чемпіонат світу U-20   |                                                                    | Статистика відбору                                                 | Статистика відбору                                                 | Статистика відбору                                                 | Статистика відбору                                                 | Статистика відбору                                                 | Статистика відбору                                                 | Статистика відбору                                                 |
| Господар / Рік       | Раунд                  | Місце                  | І                      | В                      | Н                      | П                      | Г+                     | Г-                     | Результат                                                          | І                                                                  | В                                                                  | Н                                                                  | П                                                                  | Г+                                                                 | Г-                                                                 |                                                                    |
| -------------------- | ---------------------- | ---------------------- | ---------------------- | ---------------------- | ---------------------- | ---------------------- | ---------------------- | ---------------------- | ------------------------------------------------------------------ | ------------------------------------------------------------------ | ------------------------------------------------------------------ | ------------------------------------------------------------------ | ------------------------------------------------------------------ | ------------------------------------------------------------------ | ------------------------------------------------------------------ | ------------------------------------------------------------------ |
| 1977                 | відмовилися від участі | відмовилися від участі | відмовилися від участі | відмовилися від участі | відмовилися від участі | відмовилися від участі | відмовилися від участі | відмовилися від участі | відмовилися від участі                                             | відмовилися від участі                                             | відмовилися від участі                                             | відмовилися від участі                                             | відмовилися від участі                                             | відмовилися від участі                                             | відмовилися від участі                                             |                                                                    |
| 1979                 | відмовилися від участі | відмовилися від участі | відмовилися від участі | відмовилися від участі | відмовилися від участі | відмовилися від участі | відмовилися від участі | відмовилися від участі | відмовилися від участі                                             | відмовилися від участі                                             | відмовилися від участі                                             | відмовилися від участі                                             | відмовилися від участі                                             | відмовилися від участі                                             | відмовилися від участі                                             |                                                                    |
| 1981                 | відмовилися від участі | відмовилися від участі | відмовилися від участі | відмовилися від участі | відмовилися від участі | відмовилися від участі | відмовилися від участі | відмовилися від участі | відмовилися від участі                                             | відмовилися від участі                                             | відмовилися від участі                                             | відмовилися від участі                                             | відмовилися від участі                                             | відмовилися від участі                                             | відмовилися від участі                                             |                                                                    |
| 1983                 | відмовилися від участі | відмовилися від участі | відмовилися від участі | відмовилися від участі | відмовилися від участі | відмовилися від участі | відмовилися від участі | відмовилися від участі | відмовилися від участі                                             | відмовилися від участі                                             | відмовилися від участі                                             | відмовилися від участі                                             | відмовилися від участі                                             | відмовилися від участі                                             | відмовилися від участі                                             |                                                                    |
| 1985                 | відмовилися від участі | відмовилися від участі | відмовилися від участі | відмовилися від участі | відмовилися від участі | відмовилися від участі | відмовилися від участі | відмовилися від участі | відмовилися від участі                                             | відмовилися від участі                                             | відмовилися від участі                                             | відмовилися від участі                                             | відмовилися від участі                                             | відмовилися від участі                                             | відмовилися від участі                                             |                                                                    |
| 1987                 | відмовилися від участі | відмовилися від участі | відмовилися від участі | відмовилися від участі | відмовилися від участі | відмовилися від участі | відмовилися від участі | відмовилися від участі | відмовилися від участі                                             | відмовилися від участі                                             | відмовилися від участі                                             | відмовилися від участі                                             | відмовилися від участі                                             | відмовилися від участі                                             | відмовилися від участі                                             |                                                                    |
| 1989                 | не кваліфікувалася     | не кваліфікувалася     | не кваліфікувалася     | не кваліфікувалася     | не кваліфікувалася     | не кваліфікувалася     | не кваліфікувалася     | не кваліфікувалася     | Юнацький (U-19) кубок Азії з футболу 1988 був відбірковим турніром | Юнацький (U-19) кубок Азії з футболу 1988 був відбірковим турніром | Юнацький (U-19) кубок Азії з футболу 1988 був відбірковим турніром | Юнацький (U-19) кубок Азії з футболу 1988 був відбірковим турніром | Юнацький (U-19) кубок Азії з футболу 1988 був відбірковим турніром | Юнацький (U-19) кубок Азії з футболу 1988 був відбірковим турніром | Юнацький (U-19) кубок Азії з футболу 1988 був відбірковим турніром |                                                                    |
| 1991                 | не кваліфікувалася     | не кваліфікувалася     | не кваліфікувалася     | не кваліфікувалася     | не кваліфікувалася     | не кваліфікувалася     | не кваліфікувалася     | не кваліфікувалася     | Юнацький (U-19) кубок Азії з футболу 1990 був відбірковим турніром | Юнацький (U-19) кубок Азії з футболу 1990 був відбірковим турніром | Юнацький (U-19) кубок Азії з футболу 1990 був відбірковим турніром | Юнацький (U-19) кубок Азії з футболу 1990 був відбірковим турніром | Юнацький (U-19) кубок Азії з футболу 1990 був відбірковим турніром | Юнацький (U-19) кубок Азії з футболу 1990 був відбірковим турніром | Юнацький (U-19) кубок Азії з футболу 1990 був відбірковим турніром |                                                                    |
| 1993                 | не кваліфікувалася     | не кваліфікувалася     | не кваліфікувалася     | не кваліфікувалася     | не кваліфікувалася     | не кваліфікувалася     | не кваліфікувалася     | не кваліфікувалася     | Юнацький (U-19) кубок Азії з футболу 1992 був відбірковим турніром | Юнацький (U-19) кубок Азії з футболу 1992 був відбірковим турніром | Юнацький (U-19) кубок Азії з футболу 1992 був відбірковим турніром | Юнацький (U-19) кубок Азії з футболу 1992 був відбірковим турніром | Юнацький (U-19) кубок Азії з футболу 1992 був відбірковим турніром | Юнацький (U-19) кубок Азії з футболу 1992 був відбірковим турніром | Юнацький (U-19) кубок Азії з футболу 1992 був відбірковим турніром |                                                                    |
| 1995                 | не кваліфікувалася     | не кваліфікувалася     | не кваліфікувалася     | не кваліфікувалася     | не кваліфікувалася     | не кваліфікувалася     | не кваліфікувалася     | не кваліфікувалася     | Юнацький (U-19) кубок Азії з футболу 1994 був відбірковим турніром | Юнацький (U-19) кубок Азії з футболу 1994 був відбірковим турніром | Юнацький (U-19) кубок Азії з футболу 1994 був відбірковим турніром | Юнацький (U-19) кубок Азії з футболу 1994 був відбірковим турніром | Юнацький (U-19) кубок Азії з футболу 1994 був відбірковим турніром | Юнацький (U-19) кубок Азії з футболу 1994 був відбірковим турніром | Юнацький (U-19) кубок Азії з футболу 1994 був відбірковим турніром |                                                                    |
| 1997                 | не кваліфікувалася     | не кваліфікувалася     | не кваліфікувалася     | не кваліфікувалася     | не кваліфікувалася     | не кваліфікувалася     | не кваліфікувалася     | не кваліфікувалася     | Юнацький (U-19) кубок Азії з футболу 1996 був відбірковим турніром | Юнацький (U-19) кубок Азії з футболу 1996 був відбірковим турніром | Юнацький (U-19) кубок Азії з футболу 1996 був відбірковим турніром | Юнацький (U-19) кубок Азії з футболу 1996 був відбірковим турніром | Юнацький (U-19) кубок Азії з футболу 1996 був відбірковим турніром | Юнацький (U-19) кубок Азії з футболу 1996 був відбірковим турніром | Юнацький (U-19) кубок Азії з футболу 1996 був відбірковим турніром |                                                                    |
| 1999                 | не кваліфікувалася     | не кваліфікувалася     | не кваліфікувалася     | не кваліфікувалася     | не кваліфікувалася     | не кваліфікувалася     | не кваліфікувалася     | не кваліфікувалася     | Юнацький (U-19) кубок Азії з футболу 1998 був відбірковим турніром | Юнацький (U-19) кубок Азії з футболу 1998 був відбірковим турніром | Юнацький (U-19) кубок Азії з футболу 1998 був відбірковим турніром | Юнацький (U-19) кубок Азії з футболу 1998 був відбірковим турніром | Юнацький (U-19) кубок Азії з футболу 1998 був відбірковим турніром | Юнацький (U-19) кубок Азії з футболу 1998 був відбірковим турніром | Юнацький (U-19) кубок Азії з футболу 1998 був відбірковим турніром |                                                                    |
| 2001                 | не кваліфікувалася     | не кваліфікувалася     | не кваліфікувалася     | не кваліфікувалася     | не кваліфікувалася     | не кваліфікувалася     | не кваліфікувалася     | не кваліфікувалася     | Юнацький (U-19) кубок Азії з футболу 2000 був відбірковим турніром | Юнацький (U-19) кубок Азії з футболу 2000 був відбірковим турніром | Юнацький (U-19) кубок Азії з футболу 2000 був відбірковим турніром | Юнацький (U-19) кубок Азії з футболу 2000 був відбірковим турніром | Юнацький (U-19) кубок Азії з футболу 2000 був відбірковим турніром | Юнацький (U-19) кубок Азії з футболу 2000 був відбірковим турніром | Юнацький (U-19) кубок Азії з футболу 2000 був відбірковим турніром |                                                                    |
| 2003                 | знялася                | знялася                | знялася                | знялася                | знялася                | знялася                | знялася                | знялася                | знялася                                                            | знялася                                                            | знялася                                                            | знялася                                                            | знялася                                                            | знялася                                                            | знялася                                                            |                                                                    |
| 2005                 | не кваліфікувалася     | не кваліфікувалася     | не кваліфікувалася     | не кваліфікувалася     | не кваліфікувалася     | не кваліфікувалася     | не кваліфікувалася     | не кваліфікувалася     | Юнацький (U-19) кубок Азії з футболу 2004 був відбірковим турніром | Юнацький (U-19) кубок Азії з футболу 2004 був відбірковим турніром | Юнацький (U-19) кубок Азії з футболу 2004 був відбірковим турніром | Юнацький (U-19) кубок Азії з футболу 2004 був відбірковим турніром | Юнацький (U-19) кубок Азії з футболу 2004 був відбірковим турніром | Юнацький (U-19) кубок Азії з футболу 2004 був відбірковим турніром | Юнацький (U-19) кубок Азії з футболу 2004 був відбірковим турніром |                                                                    |
| 2007                 | не кваліфікувалася     | не кваліфікувалася     | не кваліфікувалася     | не кваліфікувалася     | не кваліфікувалася     | не кваліфікувалася     | не кваліфікувалася     | не кваліфікувалася     | Юнацький (U-19) кубок Азії з футболу 2006 був відбірковим турніром | Юнацький (U-19) кубок Азії з футболу 2006 був відбірковим турніром | Юнацький (U-19) кубок Азії з футболу 2006 був відбірковим турніром | Юнацький (U-19) кубок Азії з футболу 2006 був відбірковим турніром | Юнацький (U-19) кубок Азії з футболу 2006 був відбірковим турніром | Юнацький (U-19) кубок Азії з футболу 2006 був відбірковим турніром | Юнацький (U-19) кубок Азії з футболу 2006 був відбірковим турніром |                                                                    |
| 2009                 | не кваліфікувалася     | не кваліфікувалася     | не кваліфікувалася     | не кваліфікувалася     | не кваліфікувалася     | не кваліфікувалася     | не кваліфікувалася     | не кваліфікувалася     | Юнацький (U-19) кубок Азії з футболу 2008 був відбірковим турніром | Юнацький (U-19) кубок Азії з футболу 2008 був відбірковим турніром | Юнацький (U-19) кубок Азії з футболу 2008 був відбірковим турніром | Юнацький (U-19) кубок Азії з футболу 2008 був відбірковим турніром | Юнацький (U-19) кубок Азії з футболу 2008 був відбірковим турніром | Юнацький (U-19) кубок Азії з футболу 2008 був відбірковим турніром | Юнацький (U-19) кубок Азії з футболу 2008 був відбірковим турніром |                                                                    |
| 2011                 | знялася                | знялася                | знялася                | знялася                | знялася                | знялася                | знялася                | знялася                | знялася                                                            | знялася                                                            | знялася                                                            | знялася                                                            | знялася                                                            | знялася                                                            | знялася                                                            |                                                                    |
| 2013                 | не кваліфікувалася     | не кваліфікувалася     | не кваліфікувалася     | не кваліфікувалася     | не кваліфікувалася     | не кваліфікувалася     | не кваліфікувалася     | не кваліфікувалася     | не кваліфікувалася                                                 | Юнацький (U-19) кубок Азії з футболу 2012 був відбірковим турніром | Юнацький (U-19) кубок Азії з футболу 2012 був відбірковим турніром | Юнацький (U-19) кубок Азії з футболу 2012 був відбірковим турніром | Юнацький (U-19) кубок Азії з футболу 2012 був відбірковим турніром | Юнацький (U-19) кубок Азії з футболу 2012 був відбірковим турніром | Юнацький (U-19) кубок Азії з футболу 2012 був відбірковим турніром | Юнацький (U-19) кубок Азії з футболу 2012 був відбірковим турніром |
| 2015                 | не кваліфікувалася     | не кваліфікувалася     | не кваліфікувалася     | не кваліфікувалася     | не кваліфікувалася     | не кваліфікувалася     | не кваліфікувалася     | не кваліфікувалася     | не кваліфікувалася                                                 | Юнацький (U-19) кубок Азії з футболу 2014 був відбірковим турніром | Юнацький (U-19) кубок Азії з футболу 2014 був відбірковим турніром | Юнацький (U-19) кубок Азії з футболу 2014 був відбірковим турніром | Юнацький (U-19) кубок Азії з футболу 2014 був відбірковим турніром | Юнацький (U-19) кубок Азії з футболу 2014 був відбірковим турніром | Юнацький (U-19) кубок Азії з футболу 2014 був відбірковим турніром | Юнацький (U-19) кубок Азії з футболу 2014 був відбірковим турніром |
| 2017                 | не кваліфікувалася     | не кваліфікувалася     | не кваліфікувалася     | не кваліфікувалася     | не кваліфікувалася     | не кваліфікувалася     | не кваліфікувалася     | не кваліфікувалася     | не кваліфікувалася                                                 | Юнацький (U-19) кубок Азії з футболу 2016 був відбірковим турніром | Юнацький (U-19) кубок Азії з футболу 2016 був відбірковим турніром | Юнацький (U-19) кубок Азії з футболу 2016 був відбірковим турніром | Юнацький (U-19) кубок Азії з футболу 2016 був відбірковим турніром | Юнацький (U-19) кубок Азії з футболу 2016 був відбірковим турніром | Юнацький (U-19) кубок Азії з футболу 2016 був відбірковим турніром | Юнацький (U-19) кубок Азії з футболу 2016 був відбірковим турніром |
| 2019                 | не кваліфікувалася     | не кваліфікувалася     | не кваліфікувалася     | не кваліфікувалася     | не кваліфікувалася     | не кваліфікувалася     | не кваліфікувалася     | не кваліфікувалася     | не кваліфікувалася                                                 | Юнацький (U-19) кубок Азії з футболу 2018 був відбірковим турніром | Юнацький (U-19) кубок Азії з футболу 2018 був відбірковим турніром | Юнацький (U-19) кубок Азії з футболу 2018 був відбірковим турніром | Юнацький (U-19) кубок Азії з футболу 2018 був відбірковим турніром | Юнацький (U-19) кубок Азії з футболу 2018 був відбірковим турніром | Юнацький (U-19) кубок Азії з футболу 2018 був відбірковим турніром | Юнацький (U-19) кубок Азії з футболу 2018 був відбірковим турніром |
| 2021                 | не кваліфікувалася     | не кваліфікувалася     | не кваліфікувалася     | не кваліфікувалася     | не кваліфікувалася     | не кваліфікувалася     | не кваліфікувалася     | не кваліфікувалася     | не кваліфікувалася                                                 | Юнацький (U-19) кубок Азії з футболу 2020 був відбірковим турніром | Юнацький (U-19) кубок Азії з футболу 2020 був відбірковим турніром | Юнацький (U-19) кубок Азії з футболу 2020 був відбірковим турніром | Юнацький (U-19) кубок Азії з футболу 2020 був відбірковим турніром | Юнацький (U-19) кубок Азії з футболу 2020 був відбірковим турніром | Юнацький (U-19) кубок Азії з футболу 2020 був відбірковим турніром | Юнацький (U-19) кубок Азії з футболу 2020 був відбірковим турніром |
| Усього               | –                      | 0/23                   | –                      | –                      | –                      | –                      | –                      | –                      | Усього                                                             | –                                                                  | –                                                                  | –                                                                  | –                                                                  | –                                                                  | –                                                                  |                                                                    |

### Юнацький (U-19) кубок Азії з футболу
| Юнацький (U-19) кубок Азії з футболу | Юнацький (U-19) кубок Азії з футболу | Юнацький (U-19) кубок Азії з футболу | Юнацький (U-19) кубок Азії з футболу | Юнацький (U-19) кубок Азії з футболу | Юнацький (U-19) кубок Азії з футболу | Юнацький (U-19) кубок Азії з футболу | Юнацький (U-19) кубок Азії з футболу | Юнацький (U-19) кубок Азії з футболу |                        | Статистика відбору             | Статистика відбору             | Статистика відбору             | Статистика відбору             | Статистика відбору             | Статистика відбору             | Статистика відбору             |
| Господар / Рік                       | Раунд                                | Місце                                | І                                    | В                                    | Н                                    | П                                    | Г+                                   | Г-                                   | Результат              | І                              | В                              | Н                              | П                              | Г+                             | Г-                             |                                |
| ------------------------------------ | ------------------------------------ | ------------------------------------ | ------------------------------------ | ------------------------------------ | ------------------------------------ | ------------------------------------ | ------------------------------------ | ------------------------------------ | ---------------------- | ------------------------------ | ------------------------------ | ------------------------------ | ------------------------------ | ------------------------------ | ------------------------------ | ------------------------------ |
| 1959                                 | відмовилися від участі               | відмовилися від участі               | відмовилися від участі               | відмовилися від участі               | відмовилися від участі               | відмовилися від участі               | відмовилися від участі               | відмовилися від участі               | відмовилися від участі | відмовилися від участі         | відмовилися від участі         | відмовилися від участі         | відмовилися від участі         | відмовилися від участі         | відмовилися від участі         |                                |
| 1960                                 | відмовилися від участі               | відмовилися від участі               | відмовилися від участі               | відмовилися від участі               | відмовилися від участі               | відмовилися від участі               | відмовилися від участі               | відмовилися від участі               | відмовилися від участі | відмовилися від участі         | відмовилися від участі         | відмовилися від участі         | відмовилися від участі         | відмовилися від участі         | відмовилися від участі         |                                |
| 1961                                 | відмовилися від участі               | відмовилися від участі               | відмовилися від участі               | відмовилися від участі               | відмовилися від участі               | відмовилися від участі               | відмовилися від участі               | відмовилися від участі               | відмовилися від участі | відмовилися від участі         | відмовилися від участі         | відмовилися від участі         | відмовилися від участі         | відмовилися від участі         | відмовилися від участі         |                                |
| 1962                                 | відмовилися від участі               | відмовилися від участі               | відмовилися від участі               | відмовилися від участі               | відмовилися від участі               | відмовилися від участі               | відмовилися від участі               | відмовилися від участі               | відмовилися від участі | відмовилися від участі         | відмовилися від участі         | відмовилися від участі         | відмовилися від участі         | відмовилися від участі         | відмовилися від участі         |                                |
| 1963                                 | відмовилися від участі               | відмовилися від участі               | відмовилися від участі               | відмовилися від участі               | відмовилися від участі               | відмовилися від участі               | відмовилися від участі               | відмовилися від участі               | відмовилися від участі | відмовилися від участі         | відмовилися від участі         | відмовилися від участі         | відмовилися від участі         | відмовилися від участі         | відмовилися від участі         |                                |
| 1964                                 | відмовилися від участі               | відмовилися від участі               | відмовилися від участі               | відмовилися від участі               | відмовилися від участі               | відмовилися від участі               | відмовилися від участі               | відмовилися від участі               | відмовилися від участі | відмовилися від участі         | відмовилися від участі         | відмовилися від участі         | відмовилися від участі         | відмовилися від участі         | відмовилися від участі         |                                |
| 1965                                 | відмовилися від участі               | відмовилися від участі               | відмовилися від участі               | відмовилися від участі               | відмовилися від участі               | відмовилися від участі               | відмовилися від участі               | відмовилися від участі               | відмовилися від участі | відмовилися від участі         | відмовилися від участі         | відмовилися від участі         | відмовилися від участі         | відмовилися від участі         | відмовилися від участі         |                                |
| 1966                                 | відмовилися від участі               | відмовилися від участі               | відмовилися від участі               | відмовилися від участі               | відмовилися від участі               | відмовилися від участі               | відмовилися від участі               | відмовилися від участі               | відмовилися від участі | відмовилися від участі         | відмовилися від участі         | відмовилися від участі         | відмовилися від участі         | відмовилися від участі         | відмовилися від участі         |                                |
| 1967                                 | відмовилися від участі               | відмовилися від участі               | відмовилися від участі               | відмовилися від участі               | відмовилися від участі               | відмовилися від участі               | відмовилися від участі               | відмовилися від участі               | відмовилися від участі | відмовилися від участі         | відмовилися від участі         | відмовилися від участі         | відмовилися від участі         | відмовилися від участі         | відмовилися від участі         |                                |
| 1968                                 | відмовилися від участі               | відмовилися від участі               | відмовилися від участі               | відмовилися від участі               | відмовилися від участі               | відмовилися від участі               | відмовилися від участі               | відмовилися від участі               | відмовилися від участі | відмовилися від участі         | відмовилися від участі         | відмовилися від участі         | відмовилися від участі         | відмовилися від участі         | відмовилися від участі         |                                |
| 1969                                 | відмовилися від участі               | відмовилися від участі               | відмовилися від участі               | відмовилися від участі               | відмовилися від участі               | відмовилися від участі               | відмовилися від участі               | відмовилися від участі               | відмовилися від участі | відмовилися від участі         | відмовилися від участі         | відмовилися від участі         | відмовилися від участі         | відмовилися від участі         | відмовилися від участі         |                                |
| 1970                                 | відмовилися від участі               | відмовилися від участі               | відмовилися від участі               | відмовилися від участі               | відмовилися від участі               | відмовилися від участі               | відмовилися від участі               | відмовилися від участі               | відмовилися від участі | відмовилися від участі         | відмовилися від участі         | відмовилися від участі         | відмовилися від участі         | відмовилися від участі         | відмовилися від участі         |                                |
| 1971                                 | відмовилися від участі               | відмовилися від участі               | відмовилися від участі               | відмовилися від участі               | відмовилися від участі               | відмовилися від участі               | відмовилися від участі               | відмовилися від участі               | відмовилися від участі | відмовилися від участі         | відмовилися від участі         | відмовилися від участі         | відмовилися від участі         | відмовилися від участі         | відмовилися від участі         |                                |
| 1972                                 | відмовилися від участі               | відмовилися від участі               | відмовилися від участі               | відмовилися від участі               | відмовилися від участі               | відмовилися від участі               | відмовилися від участі               | відмовилися від участі               | відмовилися від участі | відмовилися від участі         | відмовилися від участі         | відмовилися від участі         | відмовилися від участі         | відмовилися від участі         | відмовилися від участі         |                                |
| 1973                                 | чвертьфінали                         | 5-е з 14                             | 4                                    | 1                                    | 3                                    | 0                                    | 3                                    | 1                                    | –                      | Кваліфікувалася за запрошенням | Кваліфікувалася за запрошенням | Кваліфікувалася за запрошенням | Кваліфікувалася за запрошенням | Кваліфікувалася за запрошенням | Кваліфікувалася за запрошенням | Кваліфікувалася за запрошенням |
| 1974                                 | відмовилися від участі               | відмовилися від участі               | відмовилися від участі               | відмовилися від участі               | відмовилися від участі               | відмовилися від участі               | відмовилися від участі               | відмовилися від участі               | відмовилися від участі | відмовилися від участі         | відмовилися від участі         | відмовилися від участі         | відмовилися від участі         | відмовилися від участі         | відмовилися від участі         |                                |
| 1975                                 | відмовилися від участі               | відмовилися від участі               | відмовилися від участі               | відмовилися від участі               | відмовилися від участі               | відмовилися від участі               | відмовилися від участі               | відмовилися від участі               | відмовилися від участі | відмовилися від участі         | відмовилися від участі         | відмовилися від участі         | відмовилися від участі         | відмовилися від участі         | відмовилися від участі         |                                |
| 1976                                 | відмовилися від участі               | відмовилися від участі               | відмовилися від участі               | відмовилися від участі               | відмовилися від участі               | відмовилися від участі               | відмовилися від участі               | відмовилися від участі               | відмовилися від участі | відмовилися від участі         | відмовилися від участі         | відмовилися від участі         | відмовилися від участі         | відмовилися від участі         | відмовилися від участі         |                                |
| 1977                                 | відмовилися від участі               | відмовилися від участі               | відмовилися від участі               | відмовилися від участі               | відмовилися від участі               | відмовилися від участі               | відмовилися від участі               | відмовилися від участі               | відмовилися від участі | відмовилися від участі         | відмовилися від участі         | відмовилися від участі         | відмовилися від участі         | відмовилися від участі         | відмовилися від участі         |                                |
| 1978                                 | відмовилися від участі               | відмовилися від участі               | відмовилися від участі               | відмовилися від участі               | відмовилися від участі               | відмовилися від участі               | відмовилися від участі               | відмовилися від участі               | відмовилися від участі | відмовилися від участі         | відмовилися від участі         | відмовилися від участі         | відмовилися від участі         | відмовилися від участі         | відмовилися від участі         |                                |
| 1980                                 | відмовилися від участі               | відмовилися від участі               | відмовилися від участі               | відмовилися від участі               | відмовилися від участі               | відмовилися від участі               | відмовилися від участі               | відмовилися від участі               | відмовилися від участі | відмовилися від участі         | відмовилися від участі         | відмовилися від участі         | відмовилися від участі         | відмовилися від участі         | відмовилися від участі         |                                |
| 1982                                 | відмовилися від участі               | відмовилися від участі               | відмовилися від участі               | відмовилися від участі               | відмовилися від участі               | відмовилися від участі               | відмовилися від участі               | відмовилися від участі               | відмовилися від участі | відмовилися від участі         | відмовилися від участі         | відмовилися від участі         | відмовилися від участі         | відмовилися від участі         | відмовилися від участі         |                                |
| 1985                                 | відмовилися від участі               | відмовилися від участі               | відмовилися від участі               | відмовилися від участі               | відмовилися від участі               | відмовилися від участі               | відмовилися від участі               | відмовилися від участі               | відмовилися від участі | відмовилися від участі         | відмовилися від участі         | відмовилися від участі         | відмовилися від участі         | відмовилися від участі         | відмовилися від участі         |                                |
| 1986                                 | відмовилися від участі               | відмовилися від участі               | відмовилися від участі               | відмовилися від участі               | відмовилися від участі               | відмовилися від участі               | відмовилися від участі               | відмовилися від участі               | відмовилися від участі | відмовилися від участі         | відмовилися від участі         | відмовилися від участі         | відмовилися від участі         | відмовилися від участі         | відмовилися від участі         |                                |
| 1988                                 | не кваліфікувалася                   | не кваліфікувалася                   | не кваліфікувалася                   | не кваліфікувалася                   | не кваліфікувалася                   | не кваліфікувалася                   | не кваліфікувалася                   | не кваліфікувалася                   | 3-є з 3                | 4                              | 3                              | 0                              | 1                              | 8                              | 4                              |                                |
| 1990                                 | не кваліфікувалася                   | не кваліфікувалася                   | не кваліфікувалася                   | не кваліфікувалася                   | не кваліфікувалася                   | не кваліфікувалася                   | не кваліфікувалася                   | не кваліфікувалася                   |                        |                                |                                |                                |                                |                                |                                |                                |
| 1992                                 | не кваліфікувалася                   | не кваліфікувалася                   | не кваліфікувалася                   | не кваліфікувалася                   | не кваліфікувалася                   | не кваліфікувалася                   | не кваліфікувалася                   | не кваліфікувалася                   |                        |                                |                                |                                |                                |                                |                                |                                |
| 1994                                 | не кваліфікувалася                   | не кваліфікувалася                   | не кваліфікувалася                   | не кваліфікувалася                   | не кваліфікувалася                   | не кваліфікувалася                   | не кваліфікувалася                   | не кваліфікувалася                   |                        |                                |                                |                                |                                |                                |                                |                                |
| 1996                                 | не кваліфікувалася                   | не кваліфікувалася                   | не кваліфікувалася                   | не кваліфікувалася                   | не кваліфікувалася                   | не кваліфікувалася                   | не кваліфікувалася                   | не кваліфікувалася                   | 4-е з 4                | 3                              | 0                              | 0                              | 3                              | 1                              | 7                              |                                |
| 1998                                 | не кваліфікувалася                   | не кваліфікувалася                   | не кваліфікувалася                   | не кваліфікувалася                   | не кваліфікувалася                   | не кваліфікувалася                   | не кваліфікувалася                   | не кваліфікувалася                   |                        |                                |                                |                                |                                |                                |                                |                                |
| 2000                                 | не кваліфікувалася                   | не кваліфікувалася                   | не кваліфікувалася                   | не кваліфікувалася                   | не кваліфікувалася                   | не кваліфікувалася                   | не кваліфікувалася                   | не кваліфікувалася                   | 4-е з 5                | 4                              | 1                              | 0                              | 3                              | 5                              | 9                              |                                |
| 2002                                 | знялася                              | знялася                              | знялася                              | знялася                              | знялася                              | знялася                              | знялася                              | знялася                              | знялася                | знялася                        | знялася                        | знялася                        | знялася                        | знялася                        | знялася                        |                                |
| 2004                                 | не кваліфікувалася                   | не кваліфікувалася                   | не кваліфікувалася                   | не кваліфікувалася                   | не кваліфікувалася                   | не кваліфікувалася                   | не кваліфікувалася                   | не кваліфікувалася                   | 3-є з 3                | 2                              | 0                              | 1                              | 1                              | 1                              | 2                              |                                |
| 2006                                 | не кваліфікувалася                   | не кваліфікувалася                   | не кваліфікувалася                   | не кваліфікувалася                   | не кваліфікувалася                   | не кваліфікувалася                   | не кваліфікувалася                   | не кваліфікувалася                   | 3-є з 3                | 2                              | 0                              | 0                              | 2                              | 1                              | 6                              |                                |
| 2008                                 | Раунд 1                              | 15-е з 16                            | 3                                    | 0                                    | 0                                    | 3                                    | 2                                    | 12                                   | 2-е з 6                | 5                              | 4                              | 0                              | 1                              | 10                             | 4                              |                                |
| 2010                                 | знялася                              | знялася                              | знялася                              | знялася                              | знялася                              | знялася                              | знялася                              | знялася                              | знялася                | знялася                        | знялася                        | знялася                        | знялася                        | знялася                        | знялася                        |                                |
| 2012                                 | не кваліфікувалася                   | не кваліфікувалася                   | не кваліфікувалася                   | не кваліфікувалася                   | не кваліфікувалася                   | не кваліфікувалася                   | не кваліфікувалася                   | не кваліфікувалася                   | 3-є з 5                | 4                              | 2                              | 0                              | 2                              | 3                              | 8                              |                                |
| 2014                                 | не кваліфікувалася                   | не кваліфікувалася                   | не кваліфікувалася                   | не кваліфікувалася                   | не кваліфікувалася                   | не кваліфікувалася                   | не кваліфікувалася                   | не кваліфікувалася                   | 3-є з 4                | 3                              | 0                              | 1                              | 2                              | 2                              | 8                              |                                |
| 2016                                 | не кваліфікувалася                   | не кваліфікувалася                   | не кваліфікувалася                   | не кваліфікувалася                   | не кваліфікувалася                   | не кваліфікувалася                   | не кваліфікувалася                   | не кваліфікувалася                   | 3-є з 4                | 3                              | 1                              | 1                              | 1                              | 4                              | 5                              |                                |
| 2018                                 | не кваліфікувалася                   | не кваліфікувалася                   | не кваліфікувалася                   | не кваліфікувалася                   | не кваліфікувалася                   | не кваліфікувалася                   | не кваліфікувалася                   | не кваліфікувалася                   | 3-є з 3                | 2                              | 0                              | 0                              | 2                              | 0                              | 4                              |                                |
| 2020                                 | не кваліфікувалася                   | не кваліфікувалася                   | не кваліфікувалася                   | не кваліфікувалася                   | не кваліфікувалася                   | не кваліфікувалася                   | не кваліфікувалася                   | не кваліфікувалася                   | 2-е з 4                | 3                              | 1                              | 1                              | 1                              | 3                              | 2                              |                                |
| Усього                               | Найкращий результат: чвертьфінали    | 2/41                                 | –                                    | –                                    | –                                    | –                                    | –                                    | –                                    | Усього                 | –                              | –                              | –                              | –                              | –                              | –                              |                                |

### Середземноморські ігри
| Статистика на Середземноморських іграх | Статистика на Середземноморських іграх | Статистика на Середземноморських іграх | Статистика на Середземноморських іграх | Статистика на Середземноморських іграх | Статистика на Середземноморських іграх | Статистика на Середземноморських іграх | Статистика на Середземноморських іграх | Статистика на Середземноморських іграх | Статистика на Середземноморських іграх |
| Господар / Рік                         | Раунд                                  | Місце                                  | І                                      | В                                      | Н                                      | П                                      | Г+                                     | Г-                                     |                                        |
| -------------------------------------- | -------------------------------------- | -------------------------------------- | -------------------------------------- | -------------------------------------- | -------------------------------------- | -------------------------------------- | -------------------------------------- | -------------------------------------- | -------------------------------------- |
| 1951–1987                              | Див. Збірна Лівану з футболу           | Див. Збірна Лівану з футболу           | Див. Збірна Лівану з футболу           | Див. Збірна Лівану з футболу           | Див. Збірна Лівану з футболу           | Див. Збірна Лівану з футболу           | Див. Збірна Лівану з футболу           | Див. Збірна Лівану з футболу           |                                        |
| Афіни 1991                             | не брала участь                        | не брала участь                        | не брала участь                        | не брала участь                        | не брала участь                        | не брала участь                        | не брала участь                        | не брала участь                        |                                        |
| Лангедок-Руссільйон 1993               | не брала участь                        | не брала участь                        | не брала участь                        | не брала участь                        | не брала участь                        | не брала участь                        | не брала участь                        | не брала участь                        |                                        |
| Барі 1997                              | не брала участь                        | не брала участь                        | не брала участь                        | не брала участь                        | не брала участь                        | не брала участь                        | не брала участь                        | не брала участь                        |                                        |
| Тунис 2001                             | не брала участь                        | не брала участь                        | не брала участь                        | не брала участь                        | не брала участь                        | не брала участь                        | не брала участь                        | не брала участь                        |                                        |
| Альмерія 2005                          | не брала участь                        | не брала участь                        | не брала участь                        | не брала участь                        | не брала участь                        | не брала участь                        | не брала участь                        | не брала участь                        |                                        |
| Пескара 2009                           | не брала участь                        | не брала участь                        | не брала участь                        | не брала участь                        | не брала участь                        | не брала участь                        | не брала участь                        | не брала участь                        |                                        |
| Мерсін 2013                            | не брала участь                        | не брала участь                        | не брала участь                        | не брала участь                        | не брала участь                        | не брала участь                        | не брала участь                        | не брала участь                        |                                        |
| Таррагона 2018                         | не брала участь                        | не брала участь                        | не брала участь                        | не брала участь                        | не брала участь                        | не брала участь                        | не брала участь                        | не брала участь                        |                                        |
| Оран 2021                              | не визначено                           | не визначено                           | не визначено                           | не визначено                           | не визначено                           | не визначено                           | не визначено                           | не визначено                           |                                        |
| Усього                                 | –                                      | 0/8                                    | –                                      | –                                      | –                                      | –                                      | –                                      | –                                      |                                        |

### Франкофонські ігри
| Франкофонські ігри | Франкофонські ігри                 | Франкофонські ігри | Франкофонські ігри | Франкофонські ігри | Франкофонські ігри | Франкофонські ігри | Франкофонські ігри | Франкофонські ігри | Франкофонські ігри |
| Господар / Рік     | Раунд                              | Місце              | І                  | В                  | Н                  | П                  | Г+                 | Г-                 |                    |
| ------------------ | ---------------------------------- | ------------------ | ------------------ | ------------------ | ------------------ | ------------------ | ------------------ | ------------------ | ------------------ |
| Касабланка 1989    | не брала участь                    | не брала участь    | не брала участь    | не брала участь    | не брала участь    | не брала участь    | не брала участь    | не брала участь    | не брала участь    |
| Париж 1994         | не брала участь                    | не брала участь    | не брала участь    | не брала участь    | не брала участь    | не брала участь    | не брала участь    | не брала участь    | не брала участь    |
| Антананаріву 1997  | не брала участь                    | не брала участь    | не брала участь    | не брала участь    | не брала участь    | не брала участь    | не брала участь    | не брала участь    | не брала участь    |
| Оттава 2001        | не брала участь                    | не брала участь    | не брала участь    | не брала участь    | не брала участь    | не брала участь    | не брала участь    | не брала участь    | не брала участь    |
| Ніамей 2005        |                                    |                    |                    |                    |                    |                    |                    |                    |                    |
| Бейрут 2009        | груповий етап                      | 9 з 9              | 2                  | 0                  | 0                  | 2                  | 1                  | 5                  |                    |
| Ніцца 2013         | груповий етап                      | 14 з 14            | 3                  | 0                  | 0                  | 3                  | 1                  | 10                 |                    |
| Абіджан 2017       | груповий етап                      | 13 з 16            | 3                  | 0                  | 1                  | 2                  | 2                  | 5                  |                    |
| Кіншаса 2021       | не визначено                       | не визначено       | не визначено       | не визначено       | не визначено       | не визначено       | не визначено       | не визначено       |                    |
| Усього             | Найкращий результат: груповий етап | 3/8                | 8                  | 0                  | 1                  | 7                  | 4                  | 20                 |                    |